# بوليول
بوليول هو كحول يحتوي على مجاميع هيدروكسيل متعددة، ولهذا المصطلح معنى خاص في نوعين من التخصصات التكنولوجية: علم الغذاء، وكيمياء المبلمرات.

## البوليولات في علم الغذاء
تضاف السكريات الكحولية وهي صنف من أصناف البوليولات إلى الطعام بسبب محتواها الطاقي المنخفض مقارنة بالسكر، ولكنها بالمقابل وبشكل عام أقل حلاوة منه، وعادة ما تمزج مع محليات ذات كثافة عالية، كما تضاف إلى العلكة لأن بكتريا الفم غير قادرة على تفكيكها، ولا تتأيض إلى أحماض، أي أنها لا تؤدي إلى تسوس الأسنان.
المالتيتول والسوربيتول والزايليتول والإريثريتول والإسومالت هي أكثر أنواع هذه السكريات شيوعاً. يمكن تحضير الكحولات السكرية تحت ظروف اختزال معتدلة من السكريات المناظرة.

## البوليولات في كيمياء المبلمرات
في كيمياء المبلمرات، تعرف البوليولات بأنها مركبات تمتلك عددا من مجاميع الهيدروكسيل الوظيفية متوفرة للتفاعلات العضوية، يسمى المركب الذي يحتوي على مجموعتي هيدروكسيل بالدايول، والذي يحتوي على ثلاث مجموعات بالترايول، والذي يحتوي على أربع مجموعات بالتترول وهكذا.
غالباً ما تعد البوليولات المونومرية مثل الكليسرين والإريثريتول الخماسي والسكروز نقطة البداية لالبوليولات البوليمرية. تسمى هذه المواد بالبوادئ، وتتفاعل مع أوكسيد البروبيلين وأكسيد الإيثيلين لإنتاج متعددات كحول مبلمرة، ولكن يجب التمييز بينها وبين الجذور الحرة التي تسمى أيضاً بالبوادئ والتي تستخدم لتحفيز تفاعلات الكوثرة الأخرى. يجب أن تكون المجموعة الفعالة التي تستخدم كنقطة بدء لبوليول مبلمر هي مجموعة الهيدروكسيل، وهناك عدد من البوليولات المهمة المبنية من الأمينات، حيث تعمل مجموعة أمينو أولية (-NH2) كنقطة بداية عادة لتكوين سلسلتين مبلمرتين، وخاصة في حالة بوليول متعدد الإيثر.
تستخدم البوليولات البوليمرية لإنتاج بوليمرات أخرى، فمثلاً تتفاعل مع الآيزوسيانات لتكون متعدد اليوريثانات والتي تستخدم في صناعة المرتبات، ورغوة العزل في أجهزة التبريد مثل الثلاجات، والمقاعد المنزلية ومقاعد السيارات، ونعالات الأحذية المرنة، والألياف، (مثل الإسباندكس) والمواد اللاصقة.
عادة ما تكون البوليولات البوليمرية على شكل متعددات الإيثر ومتعددات الإستر. بوليولات متعددات الإيثر تصنع بمفاعلة الإبوكسيدات مثل أوكسيد الإيثلين أو أكسيد البروبيلين مع بادئ متعدد الوظائف وبوجود عامل محفز عادة ما يكون قاعدة قوية مثل هيدروكسيد البوتاسيوم أو محفز سايانايد مزدوج الفلز مثل معقد zinc hexacyanocobaltate-t-butanol.
متعدد إيثيلين الكلايكول ومتعدد بروبيلين الكلايكول ومتعدد(رباعي ميثلين إيثر) الكلايكول هي من أكثر أنواع ثنائي الكحول متعدد الإيثر شيوعاً.
يظهر في الأمثلة أدناه ثلاثي الكحول ذو وزن جزيئي منخفض نسبياً وينتج من تفاعل الكليسرين (وهو ثلاثي الكحول) مع أوكسيد البروبيلين أو أوكسيد الإيثلين أو مزيج من كليهما. في الواقع لا تكون السلاسل متساوية في الطول في أي جزيئة منفردة.
إن نسبة بوليولات متعددات الإيثر في البوليولات البوليمرية المستخدمة صناعياً هي 90%، أما الباقي فهي بوليولات متعددات الإستر.

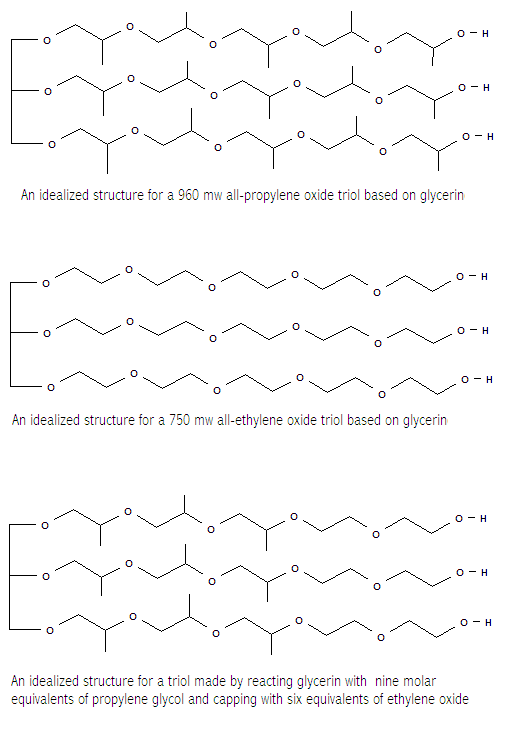